# Polska w pucharze Europy w biegu na 10 000 metrów
Polska w pucharze Europy w biegu na 10 000 metrów – wyniki reprezentantów Polski podczas zawodów pucharu Europy w biegu na 10 000 metrów.
Reprezentanci Polski nie występowali we wszystkich edycjach zainaugurowanych w 1997 i odbywających się co rok zawodów. Tylko w 2015 polska reprezentacja została sklasyfikowana w klasyfikacji drużynowej (wśród kobiet), co było możliwe dzięki startowi trzech zawodniczek.

## 2002

### Kobiety
- Marzena Michalska - 6 m. (33:29,57) - bieg B

## 2009

### Kobiety
- Eliza Gawryluk - nie ukończyła

### Mężczyźni
- Arkadiusz Gardzielewski - 19 m. (29:08,48)

## 2010

### Mężczyźni
- Marcin Chabowski - 5 m. (28:31,12)
- Arkadiusz Gardzielewski - 1 m. (28:44,19) - bieg B

### Kobiety
- Karolina Jarzyńska - 8 m. (32:44,40)

## 2011

### Mężczyźni
- Marcin Chabowski - 14 m. (29:11,35)

### Kobiety
- Iwona Lewandowska - 18 m. (33:33,52)

## 2012

### Kobiety
- Iwona Lewandowska - 11 m. (33:00,05)[1]

## 2014

### Kobiety
- Karolina Jarzyńska - 4 m. (32:03,57)
- Iwona Lewandowska - 13 m. (33:32,08)[2]
- Dominika Nowakowska - nie ukończyła - bieg B

## 2015

### Kobiety
- Iwona Lewandowska - 5 m. (33:04,68)
- Paulina Kaczyńska - 14 m. (33:46,29)
- Dominika Napieraj - 20 m. (34:09.45)
- drużynowo - 4 m.

### Mężczyźni
- Marek Skorupa - 2 m. (30:10.22) - bieg B
- Paweł Szostak - nie ukończył - bieg B[3]

## 2017

### Kobiety
- Katarzyna Rutkowska - 14 m. (34:19,03)

## 2018

### Mężczyźni
- Tomasz Grycko - 29 m. (29:24,84)

### Kobiety
- Katarzyna Rutkowska - 4 m. (32:31,40)